# گمینا بوژتسه
گمینا بوژتسه (به لهستانی:  Gmina Bełżyce) یک گمینا در لهستان است که در شهرستان لوبلین واقع شده‌است. گمینا بوژتسه ۱۳۳٫۸۵ کیلومتر مربع مساحت و ۱۳٬۵۰۲ نفر جمعیت دارد.